# Авраам бен Исаак из Гранады
Авраам бен-Исаак из Гренады (Риммон) — каббалист конца XIV (либо XIII) века.
В своем сочинении «Брит Менуха» («Завет покоя»), написанном около 1391—1409 г. и напечатанном позже (Амстердам, 1648) клеймит современников, которые пренебрегают каббалой. Он отмечает отпадение от еврейства многих «маскилим» вследствие бедствий «голуса», намекая тем на возникновение маранства после «Севильская резня» в 1391 г. в Испании. Эту катастрофу он выставляет как предвестие мессианской эры.

## Сочинения
- «Брит Менуха»
- Из книги «Брит Менуха» (стр. 38а) следует, что он написал трактат под заглавием «Megale hataalumoth» («Открывающий тайны»).
- Библиографы упоминают ещё одну его неизданную книгу, «Sefer haberith», каббалистического содержания[3].